# Northland Power
Northland Power ist ein kanadischer Elektrizitätsversorger mit Hauptsitz in Toronto. Er betreibt in Kanada und in Europa eine Reihe von Kraftwerken mit dem Schwerpunkt auf Erdgas und erneuerbare Energien.

## Geschichte
Northland Power wurde 1987 als Independent Power Producer durch James C. Temerty gegründet. Temerty trat zum 31. Januar 2021 vom Board of Directors in den Ruhestand.
Seit 1997 wird das Unternehmen als Aktiengesellschaft an der Börse in Toronto gehandelt. Das Unternehmen gehört dort zu den S&P-Indizes Clean Technology, Capped Utilities und SmallCap.
Seit der Gründung wuchs das Unternehmen durch die Entwicklung von eigenen Projekten und durch den Kauf von Beteiligungen an bestehenden Anlagen. Aktuell (Stand 2014) betreibt das Unternehmen 20 Anlagen mit einer installierten Leistung von insgesamt etwa 1,3 GW, darunter sieben Gas- und Biomassekraftwerke, vier Windparks und acht PV-Solarparks. Mehr als ein Dutzend weitere Anlagen befinden sich in der Entwicklungs-, Planungs- oder Bauphase, darunter mit einem 60%-Anteil die 1044-MW-Offshore-Windfarm Hai Long (Taiwan) mit einem erwarteten Fertigstellungstermin 2025–2026.

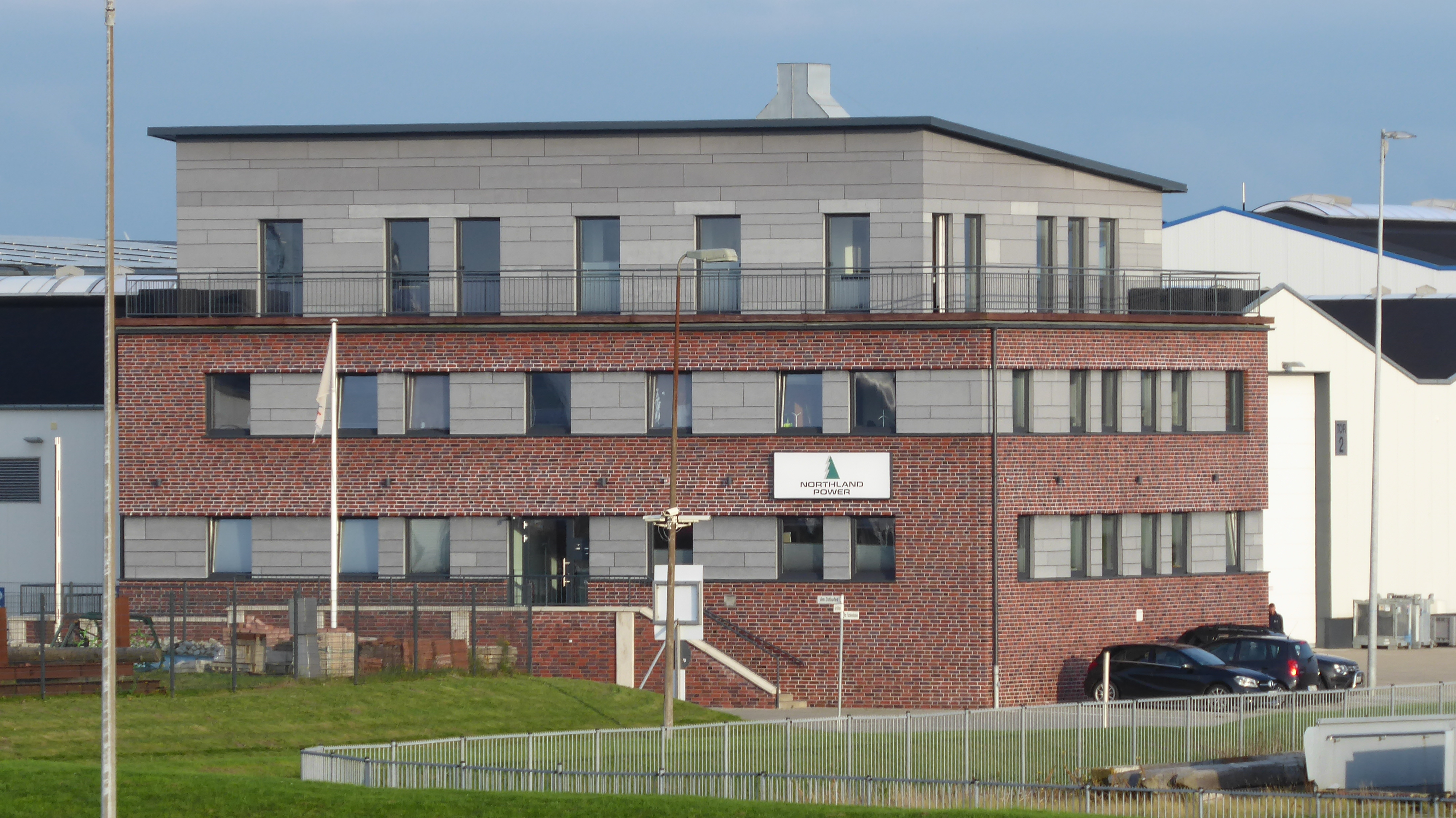
Northland-Power-Stützpunkt in Norddeich

2014 erwarb Northland Power eine Mehrheitsbeteiligung an dem 2017 in Betrieb gegangen deutschen Offshore-Windpark Nordsee One (332 MW) sowie dessen Nachfolger 2 und 3 von RWE Innogy. Northland Power ist Betreiber und Investor vom Offshore-Windpark Deutsche Bucht, der mit einer Gesamtleistung von 260,4 MW im Jahre 2019 in Betrieb ging. Eine 60%-Beteiligung existiert am 600-MW-Offshore-Windpark Gemini.